# 紀伝博士
紀伝博士（きでんはかせ）とは、平安時代の初期に大学寮に置かれた役職で紀伝道を講じたが、後に文章博士に統合された。正七位下相当。
大同3年2月4日（808年3月4日）に明経直講（明経博士の別枠）より1名を割いて設置された。従来歴史学は文章博士、一部は明経博士の管轄であったが、ここに独立した学科が成立したのである。『弘仁式』などによれば基本的には中国史の正史の学習が中心であり、『史記』・『漢書』・『後漢書』のいわゆる「三史」や『晋書』・『文選』などが講義されたという。記録では勇山文継・坂上今継が紀伝博士として名を残している。また、政府の諮問に答える紀伝勘文の作成に当たることもあったとされている。
しかし、こうした歴史の知識を必要とするのは公文書や漢詩などの文章作成においてであり、文章道と重複するという考えから承和3年3月8日（834年4月20日）に紀伝道と文章道は統合され、紀伝博士の定員は文章博士の定員に移され（1名→2名）、以後「紀伝博士」は文章博士の通称となった（なお、学科名は紀伝道が存続して「文章道」はその通称となった。「文章道」を学科名とするというような記述は明治以後の混同によるものと考えられている）。